# Richard Stannard
Richard Stannard (Londra, 16 maggio 1966) è un paroliere e produttore discografico britannico.
Particolarmente noto in Gran Bretagna, ha riscosso i primi successi negli anni novanta portando alla fama mondiale il gruppo degli East 17 e, in particolare, nella seconda metà del decennio, il celebre gruppo pop Spice Girls, partecipando alla scrittura e alla produzione di gran parte delle canzoni del gruppo tra cui i successi Wannabe, Viva Forever e Mama.
Sempre negli anni novanta ha curato le produzioni musicali di altri artisti come i 5ive, i Boyzone, Gary Barlow, Tina Turner e i primi lavori in qualità da solista di Melanie C e Emma Bunton, già componenti delle Spice Girls.
Negli anni duemila ha proseguito la sua attività di autore e produttore di musica pop collaborando con artisti come Kylie Minogue (Love at First Sight, In Your Eyes, In My Arms), Gabrielle, Little Boots e Sophie Ellis-Bextor.
Con Julian Gallagher e Ash Howes ha creato la squadra di produttori Biffco, con sede a Dublino.